# Катеричи кускус
Катеричият кускус (Gymnobelideus leadbeateri) е вид бозайник от семейство Petauridae. Видът е критично застрашен от изчезване.

## Разпространение и местообитание
Разпространен е в Австралия.